# Frans van Brederode

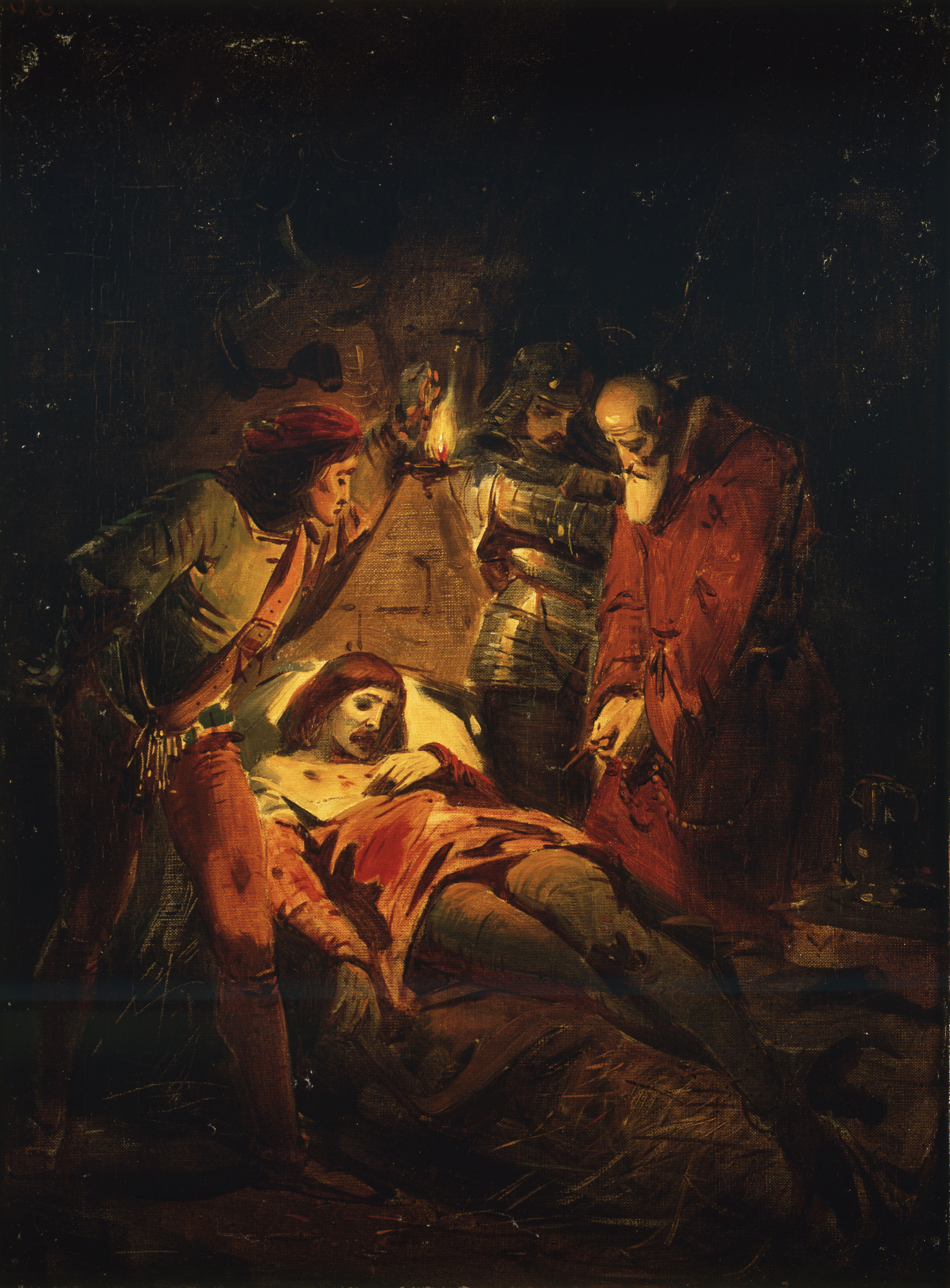
Frans van Brederode overleden aan zijn verwondingen in zijn cel in de Puttoxtoren te Dordrecht (1490), tekening Johannes Egenberger.

Frans van Brederode bijgenaamd Jonker Frans of Roofridder Frans (Kasteel Batestein (Vianen), 4 februari 1465 — Dordrecht, 11 augustus 1490) was een hoofdrolspeler in de naar hem vernoemde Jonker Fransenoorlog tijdens de Hoekse en Kabeljauwse twisten.

## Levensloop
Frans van Brederode werd geboren in Vianen op kasteel Batenstein als zoon van Reinoud II van Brederode en Yolande van Lalaing. Toen hij zeven jaar oud was werd hij schildknaap en begon zijn opleiding tot ridder. Hij zou in ca 1482 geridderd zijn. Vervolgens vertrok hij na bemiddeling van zijn moeder Yolande naar het Brabant waar hij de Leuvense universiteit bezocht. In 1488 werd hij daar bezocht door een delegatie van Hoeken die hem vroegen te helpen meer macht te vergaren in Holland. Frans besloot om met deze mannen mee te reizen naar Sluis in Zeeuws-Vlaanderen dat toen een heenkomen was van Hoekse bannelingen. Hij werd daar op 14 april 1488 door een commissie van drie mannen, waaronder zijn broer Walraven II van Brederode, gekozen tot leider van de Hoeken. Een belangrijk punt voor hen was was dat de Hoeken niet akkoord wilden gaan met de benoeming van keizer Maximiliaan I tot regent voor zijn minderjarige zoon Philips de Schone, Hertog van Bourgondië en Graaf van Holland.
Op 18 november 1488 lukte het Frans van Brederode om Rotterdam in te nemen. Vanuit Rotterdam ondernam hij pogingen om omliggende steden, zoals Schiedam, Delft, Gouda, Dordrecht en Schoonhoven te veroveren. Hij kreeg daarbij hulp van een ervaren veldheer uit Gelre, Reynier van Broeckhuysen, die een neef van hem was. De meeste pogingen mislukten. Frans en zijn aanhangers wisten wel de steden Woerden en Geertruidenberg te veroveren en maakten plundertochten in de omgeving van Rotterdam.
In 1489 kwam het einde van de heerschappij van Frans van Brederode in zicht. Medestanders, waaronder de burgemeester van Rotterdam, werden in Delft berecht en in juli van dat jaar onthoofd. Van Brederode gaf zich in overleg met de Rotterdammers over op voorwaarde van een veilige aftocht. Hij trok zich met zijn manschappen terug op de Zeeuwse eilanden en voerde daar plundertochten uit. Op 23 juli 1490 raakte hij zwaargewond tijdens de Slag bij Brouwershaven. Hij werd gevangengenomen en opgesloten in de Puttoxtoren te Dordrecht. Daar overleed hij korte tijd later aan zijn verwondingen. Van Brederode overleed zonder enig nageslacht.
In Rotterdam was Jonker Frans uitgegroeid een held. Door de oorlogen was de positie van Rotterdam ten opzichte van de omliggende steden sterker geworden. Delft had bijna al zijn schepen verloren en Gouda de helft van zijn huizen. Dankzij de strijdlustige Hoekse leider was de Maasstad definitief een plaats van betekenis geworden in Holland.
Rotterdam heeft een belangrijke straat naar hem vernoemd, de Jonker Fransstraat.